# Louis C.K.
Louis Alfred Székely (Washington D. C., 12 de septiembre de 1967), conocido profesionalmente como Louis C.K., es un comediante, actor, escritor, cineasta. Obtuvo el premio Peabody en 2012 y recibió seis premios Primetime Emmy, así como numerosos premios por , Louie y sus especiales de stand-up Live at the Beacon Theater (2011) y Oh My God (2013). Ha ganado dos veces el premio Grammy al mejor álbum de comedia. La revista Rolling Stone clasificó en el top tres su especial de Shameless en su lista de "Divine Comedy: 25 mejores especiales y películas de stand-up de todos los tiempos"  y lo ubicó en el cuarto lugar en su lista de los 50 mejores comediantes de stand-up de todos los tiempos.

## Juventud e inicios
El nombre artístico C.K. proviene de la pronunciación aproximada en inglés de su apellido húngaro, Szekely. Es hijo de Mary Louise Davis, ingeniera de software, y de Luis Szekely, economista. Su abuelo paterno, un húngaro judío, emigró a México, donde conoció a su esposa y futura madre de sus hijos, católica y de origen mestizo. El padre de C.K. nació en México y su madre es estadounidense de origen irlandés. Los dos se conocieron en la Universidad de Harvard cuando su padre se encontraba tratando de terminar su título universitario durante un programa de verano. Pese a que C.K. nació en Washington, vivió en la Ciudad de México hasta sus siete años. Su primer idioma fue el español, pero a partir de los siete años, tras regresar a los EE. UU., lo fue olvidando. Aún conserva la nacionalidad mexicana.
Luego de mudarse de México a Boston (Massachusetts), descubrió que quería convertirse en escritor y comediante, citando a Bill Cosby, Richard Pryor, Steve Martin, Roberto Gómez Bolaños y George Carlin como algunas de sus influencias. Cuando cumplió diez años, sus padres se divorciaron. Él y sus tres hermanos fueron criados por su madre en Newton, Massachusetts. Su principal motivación para producir películas y programas de televisión fue su madre:
"Recuerdo haberme puesto a pensar cuando estaba en el quinto grado, 'Tengo que meterme en esa caja y mejorar esta porquería'... Porque ella se lo merece".
Luego de graduarse de la secundaria de Newton North, C.K. trabajó como mecánico de automóviles en Boston mientras reunía el coraje para probar suerte en la comedia en vivo. Su primer intento fue en 1984 durante una noche de micrófono abierto en un club de comedia donde se le brindaron cinco minutos, pero él solo tenía preparado material para dos. La experiencia lo mantuvo alejado de los escenarios dos años. C.K. poco a poco llegó a realizar presentaciones pagadas, incluso siendo el acto de apertura para Jerry Seinfeld y siendo el anfitrión de clubes de comedia hasta que se mudó a Manhattan en 1989.

## Carrera

### Guionista
La carrera de C.K. como guionista incluye trabajos en programas como The Late Show with David Letterman, Late Night with Conan O'Brien, The Dana Carvey Show y . Su trabajo con  le valió ser nominado a los premios Emmy en tres ocasiones, ganando el premio a Mejor Escritor de un programa de variedad comedia o música en 1999. También fue nominado a un Emmy por su trabajo escribiendo para Late Night with Conan O'Brien. La película que nació de las presentaciones de Chris Rock, Pootie Tang, la cual C.K. escribió y dirigió, recibió críticas muy negativas, pero se convirtió en una película de culto. También escribió y dirigió la película independiente en blanco y negro Tomorrow Night (1998, la cual fue estrenada en Sundance) y otras películas, entre ellas seis cortometrajes para su presentación Sunny Skies (1995) en la cadena de televisión por cable Showtime. Fue nominado para un premio Emmy por su trabajo en su especial de 2008, Chewed Up, y nuevamente por el episodio "Poker/Divorce" de 2011 de la serie Louie.
Ha escrito dos guiones junto con Chris Rock, Down to Earth en 2001, y I Think I Love My Wife en 2007.
En diciembre de 2013, extendió su asociación con la cadena FX, firmando un acuerdo de producción donde creara nuevos programas para la televisora bajo el nombre FX. Su compañero de producción en “Louie”, Blaid Bread, también será parte de este nuevo contrato, bajo la compañía de producción de Louis C.K. llamada Pig Newton.

### Comedia en vivo
Louis C.K. empezó su carrera en 1984 en una noche de micrófono abierto en un bar de Boston (Massachusetts), durante la cúspide del boom de la comedia. Se decepcionó tanto con esa primera experiencia que no volvió a hacer ningún show hasta dos años más tarde. A medida que el mundo de la comedia crecía en Boston, poco a poco comenzó a tener éxito, haciendo presentaciones junto a Denis Leary y Lenny Clarke.
En 1989 se mudó a la ciudad de Nueva York. Estando en el corazón del mundo de la comedia, hizo presentaciones en muchos programas televisados, incluyendo Evening at the Improv y Star Search. En 1996 HBO lanzó su primer especial de comedia de media hora.
C.K. ha presentado su comedia en vivo en forma frecuente en programas como Late Show with David Letterman, Late Night with Conan O'Brien, Lopez Tonight, The Tonight Show with Jay Leno, y Jimmy Kimmel Live. En agosto de 2005, C.K. fue protagonista de un especial de media hora de HBO como parte de una serie de presentaciones de comedia en vivo llamado One Night Stand.
Desde entonces, C.K. se ha convertido en uno de los mejores comediantes de su época. Inspirado por la ética de trabajo de George Carlin, el comediante se ha comprometido a lanzar todo su material y volver a empezar cada año. En 2007, C.K. protagonizó su primer especial de una hora titulado Shameless, el cual salió al aire en HBO y luego fue lanzado en DVD. En marzo de 2008, grabó un segundo especial de una hora, Chewed Up, el cual fue estrenado en la cadena Showtime el 4 de octubre de 2008, y fue nominado a un Emmy como "Mejor Escritor de un especial de variedades, comedia o música".
El 18 de abril de 2009, Louis grabó un especial titulado Hilarious. A diferencia de sus anteriores especiales, los cuales habían sido producidos para cadenas televisivas, Hilarious fue producido en forma independiente, dirigida por el mismo C.K., y vendida a Epix y Comedy Central una vez estuvo completada. Fue por esta razón que no fue lanzado sino hasta finales de 2010, y lanzado en DVD y CD en 2011. Fue su primera película de comedia en vivo en ser aceptado en Sundance.
En una entrevista en 2010, C.K. describió su regreso a la comedia en vivo y a la producción de especiales luego de su divorcio como un año y medio de trabajo para "ponerse al día" con su matrimonio fallido, que aunque fue presentado como tumultuoso en la serie Lucky Louie de HBO, fue, sin embargo, parte central del programa y de su vida. Un elemento en su preparación para sus presentaciones fue el entrenamiento de boxeo, incluso junto al héroe local Micky Ward, tratando de "aprender como... hacer el trabajo pesado y el entrenamiento constante y aburrido, para estar en buen estado para recibir la golpiza".
El 10 de diciembre de 2011, Louis C.K. lanzó su cuarto especial de una hora, Live at the Beacon Theater. Al igual como fue con Hilarious, fue producido en forma independiente y dirigido por C.K., pero a diferencia de sus trabajos anteriores, fue distribuido digitalmente en el sitio web del comediante, sin lanzamientos físicos ni por televisión. El final del video menciona el lanzamiento de un nuevo álbum, grabado en Carnegie Hall el año anterior. Para el 21 de diciembre de 2011, Live at the Beacon Theater ha recolectado US$1.000.000.

### Actor
Desde junio de 2006, C.K. protagonizó Lucky Louie, una comedia de situación que él creó. La serie se estrenó en HBO y fue grabada en frente de una audiencia al vivo en el estudio; siendo la primera serie de HBO con ese formato. Lucky Louie es descrita como una cruda y realista representación de la vida familiar. HBO canceló la serie luego de su primera temporada. Otros papeles incluyen uno como guardia de seguridad en Role Models y un pretendiente amoroso del personaje de Amy Poehler en una situación que duró varios episodios en la serie Parks and Recreation.
En agosto de 2009, FX aceptó publicar su nueva serie de televisión, Louie, en la cual C.K. es el protagonista, guionista, director y editor. El show muestra sus rutinas de comedia en vivo mezcladas con segmentos basados un tanto en sus experiencias fuera del escenario. El show se estrenó el 29 de junio de 2010. A las primeras tres temporadas (2010-2012), de trece episodios cada una, siguió una cuarta, en 2014, de catorce episodios y en 2015 se estrenó la quinta temporada con ocho capítulos. Se trata sobre su vida como un hombre divorciado y padre que está envejeciendo: "Es difícil comenzar de nuevo luego de un matrimonio", dice en una de las primeras rutinas del programa. "Es difícil, mirar a alguien y decir '¡ve!', y tal vez algo bueno pasará... o tal vez conocerás a la persona perfecta de la que te enamorarás hasta el fin del mundo, e incluso crecen juntos, y envejecen juntos, y tienen hijos, y luego ella se morirá. Eso es lo mejor que podría pasar".
También ha aparecido en las películas Welcome Home Roscoe Jenkins, Diminished Capacity y The Invention of Lying.
Fue nominado a un Emmy por mejor actor en una serie de comedia en julio de 2011 por Louie.
A fines de enero de 2016, lanzó a través de su sitio web el primer episodio de la serie de comedia dramática Horace and Pete. C.K. escribe, dirige y protagoniza la serie interpretando al dueño de un bar llamado Horace, junto a Steve Buscemi, quien interpreta a Pete.

### Otros trabajos
Como actor de voz, C.K. hizo el papel del indiferente padre de Brendon Small, Andrew Small, en la serie animada Home Movies, y tuvo varias apariciones en Dr. Katz, Professional Therapist.
C.K. es un invitado frecuente del programa de radio Opie and Anthony, en el cual también participa el coprotagonista de Louie, Jim Norton, y también fue parte del Opie and Anthony's Traveling Virus Comedy Tour con otros comediantes en 2007. Hace presentaciones frecuentes en Raw Dog Comedy en la radio Sirius XM, y en 2007 fue el anfitrión de un programa de llamadas telefónicas de tres horas, a pedido de Opie & Anthony, donde dio consejos a los participantes sobre sus relaciones.
Durante una entrevista hecha con el Secretario de Defensa de los Estados Unidos, Donald Rumsfeld, en el programa de radio de Opie y Anthony, Louis C.K. le preguntó a Rumsfeld si él era efectivamente una lagartija espacial come-bebés mexicanos que se "come a los pobres". Rumsfeld se rehusó a contestar.
También es un invitado ocasional del programa de radio Bob and Tom, el cual es una popular vitrina para comediantes, y trabaja en forma frecuente con Robert Smigel en los cortos de TV Funhouse que son exclusivos para Saturday Night Live, los cuales cubren desde temas políticos hasta surrealistas.
C.K. tiene su propio canal de YouTube, donde publica sketches, cortometrajes que realizó en forma independiente en los primeros años de su carrera y segmentos que fueron rechazados por HBO.

## Acusación de Acoso sexual
El 9 de noviembre de 2017, The New York Times informó de que cinco mujeres acusaron a C.K. de proponerles que lo vieran o escucharan masturbarse. Las acusaciones fueron hechas por el dúo de cómicas Dana Min Goodman y Julia Wolov en 2002, la comediante Abby Schachner en 2003, la comediante Rebecca Corry en 2005 y una mujer anónima que trabajó en  a fines de los años 1990.
Ese mismo día, la distribuidora de la película de C.K. I Love You Daddy, The Orchard, canceló el estreno en Nueva York debido a "circunstancias inesperadas". The Hollywood Reporter afirmó que la razón de la cancelación era el informe sobre C.K. escrito por The New York Times. Su participación en The Late Show with Stephen Colbert programada para el día siguiente también fue cancelada.
Como consecuencia de las acusaciones, HBO canceló la presencia de C.K. en el especial benéfico para la televisión Night of Too Many Stars, y eliminó de sus servicios on-demand el especial de stand-up Oh My God y la sitcom Lucky Louie. El canal FX emitió un comunicado diciendo que se encontraban "muy preocupados por las acusaciones" y que iban a estudiar la situación. La compañía The Orchard anunció que no iba a distribuir I Love You Daddy, una semana antes de su estreno. Los coprotagonistas de su película, Chloë Grace Moretz y Charlie Day, declararon que no iban a participar en la promoción del filme.
En un comunicado difundido el día después del informe del Times, C.K. admitió que las historias presentadas por las cinco mujeres eran ciertas, expresando remordimiento por el daño causado y el abuso de poder al ser una figura del mundo de la comedia. También declaró que pensaba que sus actos eran aceptables porque nunca lo hacía "sin antes preguntar", sin darse cuenta de que eso ponía en aprietos a las mujeres a las que les hacía tal proposición.

## Vida personal
Estuvo casado con la artista y pintora Alix Bailey, pero se divorciaron en 2008. Tiene dos hijas de ese matrimonio, y comparten su custodia.

## Discografía
- 2000: The Short Films of Louis C.K. (DVD)
- 2001: Live in Houston (CD)
- 2006: One Night Stand (DVD)
- 2007: Shameless (DVD/video download)
- 2008: Chewed Up (CD/DVD/video download)
- 2010: Hilarious (Epix - CD/DVD/video download)
- 2011: Live at the Beacon Theater (video download)
- 2012: Word: Live at Carnegie Hall (audio download)
- 2013: Oh My God (video download)
- 2015: Louis C.K.: Live at the Comedy Store (video download)[42]
- 2015: Louis C.K.: Live at Madison Square Garden (audio download)
- 2017: Louis C.K.: 2017.
- 2020: Sincerely Louis CK.
- 2021: Sorry (TV Special).

## Filmografía
| Año          | Título                           | Rol                              | Notas |
| ------------ | -------------------------------- | -------------------------------- | --- |
| 1993–1994    | Late Night with Conan O'Brien    | Nicknames for Conan Guy / Varios | También escritor |
| 1996         | The Dana Carvey Show             | Various                          | 3 episodios / También escritor |
| 1996         | HBO Comedy Half-Hour             | Como él mismo                    | Especial de Comedia en Vivo |
| 1996–1997    | Dr. Katz, Professional Therapist | Louis                            | 2 episodios |
| 1997         |                                  | Varios                           | También escritor Premio Primetime Emmy como Mejor Escritor de un programa de variedades, comedia o música |
| 2001         | Comedy Central Presents          | Como él mismo                    | Especial de Comedia en Vivo |
| 2002         | Home Movies                      | Andrew Small                     | Sólo voz |
| 2005         | One Night Stand                  | Como él mismo                    | Especial de Comedia en Vivo |
| 2006–2007    | Lucky Louie                      | Louie                            | Creador / Escritor / Productor ejecutivo |
| 2007         | Shameless                        | Como él mismo                    | Especial de Comedia en Vivo |
| 2008         | Diminished Capacity              | Stan                             | |
| 2008         | Welcome Home, Roscoe Jenkins     | Marty                            | |
| 2008         | Role Models                      | Guardia de Seguridad             | |
| 2008         | Chewed Up                        | Como él mismo                    | Especial de Comedia en Vivo / Director / Editor Nominado - Premios Primetime Emmy como Mejor Escritor de un programa de variedades, comedia o música |
| 2009         | The Invention of Lying           | Greg                             | |
| 2009-present | Parks and Recreation             | Dave Sanderson                   | 6 episodios |
| 2010–present | Louie                            | Louie                            | Creador / Escritor / Director / Editor Nominado - Premios Primetime Emmy como Mejor Actor en una serie de comedia Nominado - Premios Primetime Emmy como Mejor Escritor de un programa de variedades, comedia o música                                                                                      |
| 2011         | Hilarious                        | Como él mismo                    | Especial de Comedia en Vivo / Escritor / Director / Editor Nominado - Premios Primetime Emmy como Mejor Escritor de un especial de variedades, comedia o música Nominado - Premios Primetime Emmy como Mejor Edición de Imagen de un especial (una o varias cámaras) Premio Grammy a Mejor Álbum de Comedia |
| 2011         | Live at the Beacon Theater       | Como él mismo                    | Especial de Comedia en Vivo / Escritor / Director / Editor |
| 2015         | Trumbo                           |                                  | Actor |
| 2016         | Horace and Pete                  | Horace                           | Creador / Escritor / Director / Editor |
| 2017         | I love you, Daddy                |                                  | Escritor / Director |

### Otros
| Año  | Título                 | Notas                |
| ---- | ---------------------- | -------------------- |
| 2001 | Down to Earth          | Guionista            |
| 2001 | Pootie Tang            | Guionista / Director |
| 2007 | I Think I Love My Wife | Guionista            |